# Gambia op de Olympische Zomerspelen 2016
Gambia nam deel aan de Olympische Zomerspelen 2016 in Rio de Janeiro, Brazilië. Tot de selectie behoorden vier atleten, actief in drie sporten; ieder van hen verloor in de eerste ronde van hun respectievelijke disciplines. Atlete Gina Bass droeg de Gambiaanse vlag tijdens de openings- en de sluitingceremonie.

## Deelnemers en resultaten
(m) = mannen, (v) = vrouwen 

### Atletiek
| Olympiër     | Discipline | Resultaat | Prestatie              |
| ------------ | ---------- | --------- | ---------------------- |
| Adama Jammeh | 200m (m)   | 39e       | serie 7:' 5de in 20,55 |
|              |            |           |                        |
| Gina Bass V  | 200m (v)   | 52e       | serie 5: 5de in 23,43  |

### Judo
| Olympiër  | Discipline | Resultaat | Prestatie                          |
| --------- | ---------- | --------- | ---------------------------------- |
| Faye Njie | –73kg (m)  | 33e       | 1ste ronde: V van KAZ Khamza: yuko |

### Zwemmen
| Olympiër  | Discipline         | Resultaat | Prestatie              |
| --------- | ------------------ | --------- | ---------------------- |
| Pap Jonga | 50m vrije slag (m) | 79e       | serie 3: 8ste in 27,48 |